# David Edward Jenkins
Pour les articles homonymes, voir David Jenkins et Jenkins.
 (septembre 2016).
Si vous disposez d'ouvrages ou d'articles de référence ou si vous connaissez des sites web de qualité traitant du thème abordé ici, merci de compléter l'article en donnant les références utiles à sa vérifiabilité et en les liant à la section « Notes et références ».
David Jenkins, né le 26 janvier 1925 à Bromley (Kent) et mort le 4 septembre 2016, est un ecclésiastique anglican, membre de l'Église d'Angleterre. Il est l'auteur de plusieurs ouvrages de théologie et enseigne à l'université de Leeds jusqu'à sa  nomination au siège épiscopal de Durham, qu'il occupe de 1984 à 1994.

## Biographie
(septembre 2016).
- 1969-1975 passage au Conseil œcuménique des Églises où il impulse et participe à une réflexion sur l'éthique sociale en particulier lors du colloque Technology and Social Justice: An International Symposium On the Social and Economic Teaching of the World Council of Churches From Geneva 1966 To Uppsala 1968 [« Technologie et justice sociale : symposium international sur l'enseignement social et économique du Conseil œcuménique des Églises de Genève (1966) à Uppsala (1968) »]
- 1979-1984 Chaire de théologie de l'université de Leeds
- 1984-1994 évêque de Durham
- Depuis 1996, évêque émérite, assistant l'évêque de Ripon-Leeds

### Vues en matière de théologie
Dans un livre publié en 1968, Guide to the debate about God, il passe en revue la théologie depuis le XVIIIe siècle : Schleiermacher, Barth mais aussi Bonhoeffer et Tillich. Il affirme : « 
Ou bien Dieu n'existe pas ou bien il doit établir sa propre existence »[réf. souhaitée]. Dans cette perspective, le débat ne se situe plus autour de l'existence de Dieu mais sur la façon dont le croyant peut le montrer aux autres. 

#### Des positions contre le surnaturel à fort impact médiatique
David Jenkins participe en 1985 à une émission de télévision portant sur les éléments miraculeux dans les doctrines chrétiennes et sur les éléments des confessions de foi. Elle est diffusée entre l'élection du nouvel évêque de Durham et sa consécration sous le titre Free to believe, et Jenkins y expose des vues sortant de l'ordinaire. 
Par exemple, sur la conception virginale, il balaie le célèbre argument selon lequel critiquer cette doctrine bafoue la liberté divine.[réf. nécessaire] Selon lui, l'incarnation ne nécessite aucunement la conception virginale. Pour lui, Dieu pourrait certes procéder ainsi, mais modifier les processus naturels ou  biologiques perturberait le plan qu'il a lui-même construit ; ce n'est donc pas là sa façon de procéder pour entrer en contact avec les hommes. Jenkins voit dans la doctrine de la conception virginale une obsession d'origine hellénistique, car le judaïsme préconise une vie familiale et une sexualité normale. Il affirme que la figure de Marie, vierge et mère, entraîne la misogynie chez certains chrétiens. 
Pour critiquer la représentation traditionnelle de la Résurrection, il raille l'image d'un vieillard au bord d'un nuage exécutant un tour de passe-passe avec un squelette. Cette vision de l'action divine ne lui semble pas une définition digne de Pâques.
Plus généralement, pour Jenkins, la signification de Jésus comme Sauveur de l'humanité s'exprime en mythes comme le chant des anges et l'étoile des mages. Le Christianisme n'est pas la seule révélation divine, ni la seule recherche de Dieu qui ne saurait être limité en un seul lieu, une seule civilisation. Tous les acquis des sciences historiques, archéologiques, philologiques doivent être appliqués avec ardeur à la Bible en général et au Nouveau Testament en particulier.
La presse populaire, dès 1985, en particulier le Daily Mail, s'empare de ces déclarations. Elle tente de discréditer David Jenkins en tronquant ses propos en sorte qu'ils apparaissent blasphématoires aux yeux d'un public populaire. Par exemple, dans les déclarations sur la résurrection, il omet les passages concernant sa vision d'une définition correcte de Pâques, comme l' expérience des apôtres pour ramener la déclaration à la question du tour de passe-passe.
Quelques semaines après la consécration, la foudre tomba sur la cathédrale d'York. La presse à sensation  relia les deux évènements pour ajouter que la hiérarchie de l'Église d'Angleterre était peuplée de prélats athées.

#### Nouveaux éclats médiatiques et accusations d'hétérodoxie
David Jenkins récidive en 1992 dans une émission de TV de la BBC, Desert island Disc.
Une nouvelle controverse se développe quand il semble rejeter les doctrines traditionnelles sur l'Enfer ou la Parousie, affirmant « il me semble évident qu'il ne saurait y avoir un enfer éternel - notre Dieu ne saurait être si cruel », et aussi « je ne crois pas qu'il soit possible de croire plus longtemps de façon littérale au retour du Christ ou à la fin du monde ». Plusieurs évêques s'insurgent contre ces déclarations, mais Jenkins reçoit le soutien de l'archevêque d'York John Habgood. Avec d'autres commentateurs, il considère qu'il faut interpréter les propos de l'évêque de Durham comme parfaitement orthodoxes et critiquant simplement les représentations naïves de l'Enfer ou du retour du Christ.
Traçant un portrait de l'évêque de Durham au moment où il prend sa retraite, The Independent souligne la position atypique que lui ont valu ses déclarations controversées. Relevant la sincérité du prélat, le journal reconnaît que ses déclarations étaient souvent objectivement ambigües. Même si elles revêtaient un impact qui pouvait frapper jusqu'aux agnostiques, ces saillies auraient parfois mieux convenu à un théologien qu'à un évêque. Au contraire, dans la New Oxford Review, avant de rejeter les affirmations de Jenkins, le professeur John Warwick Montgomery assène que Jenkins est attiré par les médias comme la mite l'est par la flamme et se demande malicieusement ce qu'il pourra devenir quand il en aura fini avec la déconstruction de chaque enseignement du symbole de Nicée : « l'indifférence médiatique lui serait trop terrible (infernale ?) ».
Dans l'ensemble, Jenkins considère que le message chrétien est centré sur la foi, l'engagement dans le monde et l'amour compatissant. Son point de vue est que la confiance dans les choses surnaturelles obscurcit ce message.[réf. nécessaire]

### Questions de société

#### Face à l'introduction du libéralisme économique
David Jenkins s'oppose très fermement à la politique économique et sociale du gouvernement de Margaret Thatcher, notamment au cours de la grève des mineurs britanniques de 1984-1985. Lors de son sermon inaugural, le nouvel évêque de Durham, souligne que « les mineurs ne doivent pas être battus » et que le rôle du gouvernement est de rassembler la société plutôt que de la diviser. Mais l'attention se focalise sur l'attaque que David Jenkins profère contre Ian MacGregor, chef du National Coal Board, qu'il qualifie de « petit vieux importé d'Amérique », provoquant de vives réactions des membres du parti conservateur. Pendant la durée de la grève, David Jenkins rencontre de nombreux dirigeants syndicaux, visite les familles des mineurs et se joint à certaines marches de protestation. Ses interventions durant le conflit marqueront durablement les esprits et contribuent à faire de lui une figure de polarisation, très admirée ou très décriée,.

#### Vision du rapport entre Église et société
David Jenkins est connu pour son soutien à l'accès des femmes au ministère sacerdotal.
Il est également favorable à l'ouverture de ce ministère aux personnes ouvertement homosexuelles, ainsi qu'à la bénédiction des unions de personnes de même sexe. Il a d'ailleurs célébré lui-même en 2005 le mariage d'un prêtre anglican avec un autre homme, après qu'ils furent unis par le pacte d'union civile tout juste introduit par la loi du Royaume-Uni. Cette action le place en porte à faux avec ses confrères évêques, qui avaient publié une directive prohibant ce type de bénédictions.
David Jenkins soutint l'élection de Gene Robinson comme évêque du diocèse du New Hampshire aux USA et la nomination de Jeffrey John comme évêque de Reading, dans le Diocèse d'Oxford au Royaume-Uni.[réf. souhaitée]
Il fait aussi les titres de la presse en juin 2001, quand il propose non seulement de faire perdre à l'Église d'Angleterre son statut de religion d'état, mais de l'abolir. Il considère que ses structures sont dépassées et irréformables, et qu'il convient de les dissoudre dans une vaste fédération d'églises chrétiennes.

## Publications
- Photos de D. E. Jenkins
- Guide to the debate about God, 2 éditions et réimpressions entre 1968 et 1985 (Lutterworth Press, Cambridge)
- The Calling of a Cuckoo, autobiographie et plaidoyer pour le libéralisme théologique, recension en anglais